# تشيلسي موسم 2018–19
كان موسم 2018–19 هو الموسم الـ105 لتشيلسي، والموسم الثلاثين على التوالي في الدوري الإنجليزي الممتاز، والموسم السابع والعشرين على التوالي في الدوري الإنجليزي الممتاز، والموسم الـ113 منذ وجود النادي كنادي كرة قدم.  ويغطي الموسم الفترة من 1 يوليو 2018 إلى 30 يونيو 2019.